# Juventus Christiana
Juventus Christiana – katolickie stowarzyszenie młodzieżowe, działające w ramach duszpasterstwa akademickiego.
Koła Juventus Christiana były organizowane od 1921 r. z inicjatywy kardynała Aleksandra Kakowskiego zgodnie z pomysłem papieża Piusa XI. W Polsce poprowadził je księdz Edward Szwejnic. W ich ramach prowadzono prace metodą seminaryjną z głównym akcentem na czytanie i komentowanie Ewangelii. Jednym z istotniejszych elementów tej refleksji było wyciąganie konkretnych wskazówek dla codziennego życia. Poszczególne koła liczyły do 20 osób. Opiekował się nimi ksiądz-doradca. Istniały one także w okresie okupacji niemieckiej w formie konspiracyjnej, a po wyzwoleniu zostały legalnie reaktywowane, lecz wkrótce komunistyczne władze zakazały ich działalności.

## Zarząd
W latach 1923–1933 na czele stowarzyszenia stali prezesi Rady Naczelnej, a potem prezesi Zarządu Głównego:
- Władysław Bogatkiewicz (1922–1923), (1923-1924)
- Tadeusz Mickiewicz
- Marian Beresniewicz
- Czesław Seredyński
- Edward Iwaszkiewicz
- Romuald Zmaczyński (1928-1929)
- Czesław Polkowski
- Jerzy Woszczynin (1930–1931)
- Stanisław Cieślak
- Edward Paprzycki
- Wiktor Skiba (1933–1934)[3]